# Springstille
Springstille is een plaats en voormalige gemeente in de Duitse deelstaat Thüringen, en maakt deel uit van de Landkreis Schmalkalden-Meiningen.
Op 6 juli 2018 ging Springstille op in de gemeente Schmalkalden.